# Jakob Weinheimer
Jakob Weinheimer (* 6. März 1878 in Mainz; † 23. März 1962 in Langebrück) war ein deutscher Maler, Radierer und Designer. Er lebte ab 1911 als freischaffender Maler in Langebrück und schuf neben Grafiken und Jugendstil-Ornamentik auch verschiedene Landschaftsbilder der Dresdner Heide.

## Leben und Werk

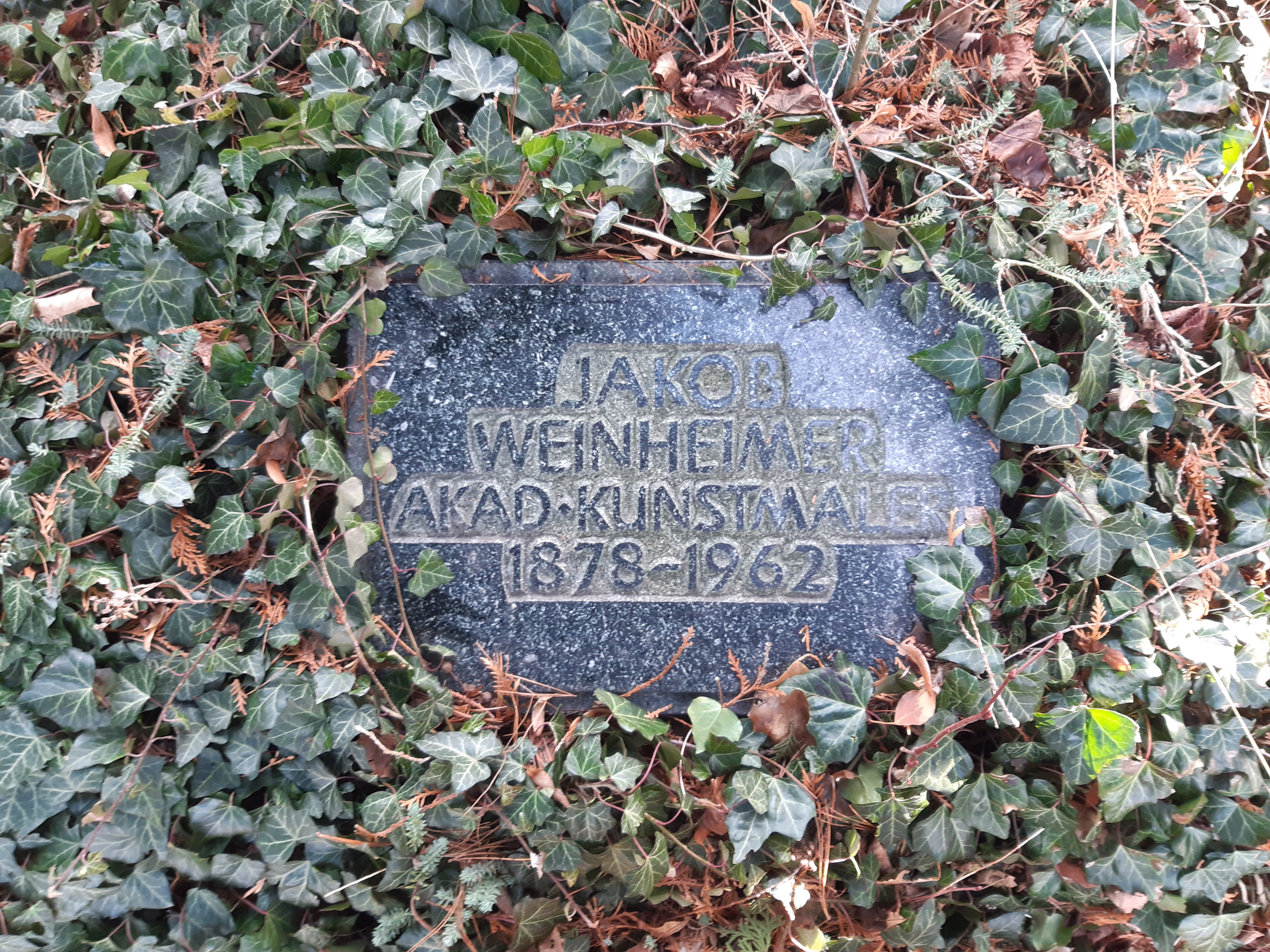
Grab Jakob Weinheimer

Der gebürtige Hesse Weinheimer war ursprünglich Kunstgewerbler. Als 23-jähriger Schüler von Peter Halm trat er in die Münchener Radierklasse ein. Anschließend arbeitete er freischaffend zwei Jahre als Designer im Allgäu. Aufgrund seines Erfolges erhielt er Berufungen an das Hanauer Goldschmiedehaus und die Darmstädter Mathildenhöhe, die damals Zentrum des Jugendstils war. Die Einberufung zu den Dresdner Grenadieren machte ihm jedoch einen Strich durch die Rechnung.
In Dresden entdeckte der Dreißigjährige seine Liebe zur Landschaftsmalerei, blieb dort und studierte dieses Fach bei dem renommierten Landschaftsmaler Eugen Bracht, einem hessischen Landsmann. Von 1908 bis 1911 war er dessen Meisterschüler und Assistent.
Nach ausgedehnten Reisen u. a. durch Italien (zusammen mit Ernst Berger) wählte Weinheimer als  freiberuflicher Maler Langebrück zu seinem Wohnort. Von 1911 bis zu seinem Tod am 23. März 1962 lebte er im Langebrücker Unterdorf, zuletzt in der Moritzstraße 5. Hier widmete er sich besonders der Landschaftsmalerei.
Aus dem Ersten Weltkrieg war Weinheimer mit einem Augenleiden zurückgekehrt, das ihm die Anfertigung von Radierungen erschwerte bzw. unmöglich machte. In der Familie wurde berichtet, er habe sich nach dem Ersten Weltkrieg auf das Zeichnen und Malen beschränken müssen. So stammen seine Radierungen alle aus der Zeit zwischen 1900 und vor dem Kriegsausbruch 1914.
Seinen Lebensunterhalt bestritt Weinheimer als freischaffender Künstler. Er führte ein materiell bescheidenes Leben, das er ganz seinem Ideal, der Kunst, widmete. Seine Bilder waren oft sein Zahlungsmittel, besonders in der Not der Nachkriegszeit. Er war nicht verheiratet. Eine lange, fruchtbringende Freundschaft verband ihn mit dem in Langebrück lebenden Arzt und Maler, Professor Herbert Edel.
Befreundet war Weinheimer auch mit dem Sohraer Kunstmaler Ernst Berger und mit dessen Schüler, dem Kleinbobritzscher Lehrer Friedrich Hermel, sowie mit dem Chemnitzer Kinderarzt Kurt Oxenius.
Weinheimer fand seine letzte Ruhestätte auf dem Langebrücker Friedhof, wo noch heute eine Gedenktafel an ihn erinnert.

## Auszeichnungen
- Dritter Preis des Essener Wettbewerbs des Verbandes der Kunstfreunde in den Ländern am Rhein, 1913.

## Namensgeber

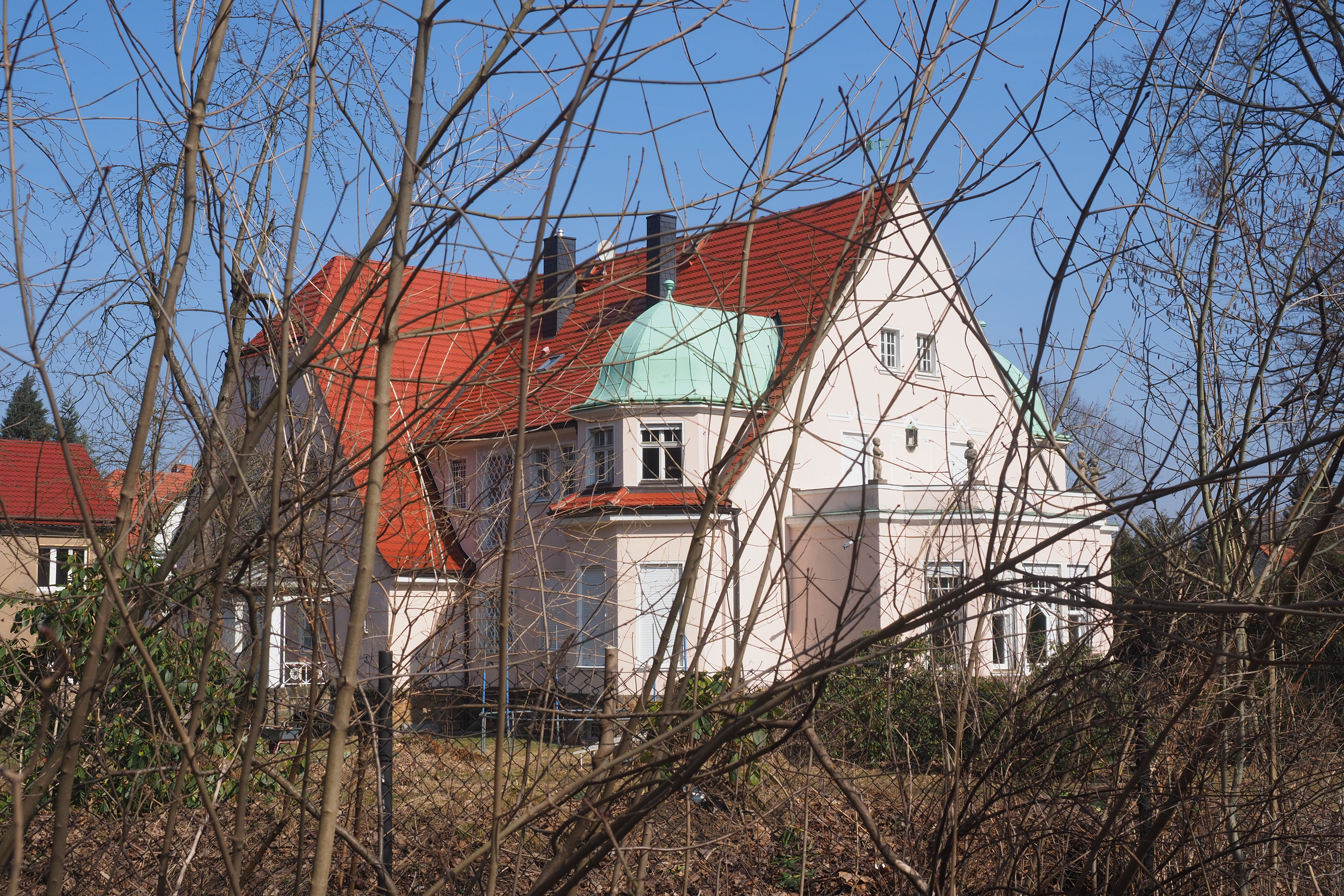
Langebrück, Jakob-Weinheimer-Str. 22

Die heutige Jakob-Weinheimer-Straße in Dresden-Langebrück wurde um 1900 als Friedrich-August-Straße angelegt und mit Landhäusern bebaut. Markanteste dieser Villen ist die einst im Besitz des Schokoladenfabrikanten Riedel befindliche Nr. 22, die ab 1959 als Feierabendheim diente. Zu DDR-Zeiten wurde die Straße in Ernst-Thälmann-Straße umbenannt. 1990 erhielt sie den Namen des Malers und Grafikers Jakob Weinheimer.

## Beurteilung
Weinheimer gilt als „Meister der Linie“. Er liebte das Schlichte und Zarte. Sein umfangreiches grafisches Schaffen, seine Radierungen, Feder-, Kohle- und Bleistiftzeichnungen, geben Zeugnis davon. Eine seiner grafischen Hauptarbeiten ist die Bleistiftzeichnung der Rieseneiche im Sauerbusch.
Auch in seinen Gemälden ist der seine Arbeiten prägende Linearstil sichtbar, denn selbst mit dem Pinsel hat er weniger gemalt als vielmehr gezeichnet und koloriert. Für seine Landschaftsdarstellungen lieferten Langebrück und dessen waldreiche Umgebung viele Motive. Einige seiner Werke weisen auf eine tiefe Religiosität hin.
Seine kunstgewerblichen Arbeiten – Entwürfe von Tapetenmustern, Schmuck, Schlösser und Beschläge, die Gestaltung einer Terrasse und seine Porzellanmalereien – zeichnen ihn als vielseitigen Designer aus. Wahre Meisterschaft entwickelte er bei der Gestaltung von Exlibris (Bucheignerzeichen).
Sein grafisches Werk und seine Gemälde sind in den Kunstgalerien Darmstadt, Stuttgart, Essen, Worms, Köln, Chemnitz, Dresden (Kupferstich-Kabinett) und München sowie in Privatsammlungen in Philadelphia, Manchester, der Schweiz, Chemnitz und natürlich in Langebrück zu finden. Die Arbeiten des schon zu Lebzeiten anerkannten Künstlers erfuhren in jüngerer Zeit durch einige Ausstellungen Wertschätzung, so 1992 in der Langebrücker Schule, 1998 im Stadtmuseum Dresden und 2004, anlässlich seines 125. Geburtstages, in der damaligen Dependance der Technischen Akademie Esslingen in Langebrück.

## Werke (Auswahl)
- Rieseneichen im Sauerbusch, 1909. Bleistiftzeichnung, 28 × 38 cm (Privatbesitz), abgedruckt in: Sigrid Bóth (Hrsg.)[7]: Dresdner Heide. Geschichte, Natur, Kultur, Dresden: Berg- & Naturverlag Rölke 2006, S. 258, Abb. 232.
- Drachenfels. Original-Radierung. Den Teilnehmern der Chemnitzer Tagung der Gesellschaft der Bibliophilen im Mai 1936.
- Bilder-Galerie. Sammlung Friedrich Hermel (online)